# Ерохино (Ярославская область)
1. перенаправление Угличский_уезд#История